# ده‌نو (خوشاب)
دهنو، روستایی است از توابع بخش مشکان و در شهرستان خوشاب استان خراسان رضوی ایران.

## جمعیت
این روستا در دهستان مشکان قرار داشته و بر اساس سرشماری سال ۱۳۸۵ جمعیت آن ۱۴۸ نفر (۳۴ خانوار)
بوده است.